# Brongniartia seleri
Brongniartia seleri är en ärtväxtart som beskrevs av Hermann August Theodor Harms. Brongniartia seleri ingår i släktet Brongniartia och familjen ärtväxter. Inga underarter finns listade i Catalogue of Life.